# Departament de Rivera
Rivera (en castellà i oficialment Departamento de Rivera) és un departament situat a la regió nord-est de l'Uruguai. Limita a l'oest amb Salto, al nord i nord-est amb el Brasil, al sud-est amb Cerro Largo i al sud amb Tacuarembó. Té una superfície de 9.370 km², per la qual cosa ocupa l'onzè lloc entre els departaments de l'Uruguai. Conforme al cens de 2004, tenia 104.921 habitants. La capital departamental és la ciutat homònima, ubicada a 501 km de Montevideo per la ruta nacional 5.

## Etimologia
Rivera va ser creat l'1 d'octubre de 1884 a partir del departament de Tacuarembó, i així cridat en homenatge al General Fructuoso Rivera, primer president de la República Oriental de l'Uruguai, que va participar en nombroses batalles independentistes contra els portuguesos, els brasilers i els rosistes argentins.

## Història
El 7 de maig de 1862 es crea el Poble de Ceballos, en honor del virrei espanyol Pedro de Ceballos, que passaria a conèixer-se de forma oficial com la ciutat de Rivera el juliol de 1867. Per a aquest llavors ja existia Santana do Livramento, en l'altre costat de la frontera amb l'estat brasiler de Rio Grande do Sul.
La població riverense es compondria principalment d'espanyols, italians, portuguesos i uruguaians que provenien d'altres sectors del país.
Independentment dels motius que van propiciar la creació d'aquests dos centres urbans, amb el córrer del temps els interessos comuns, la convivència i l'escassetat d'obstacles els van anar unificant de forma gairebé inseparable, aconseguint formar un únic nucli metropolità sense més fronteres que les imposades per l'encreuament per als vianants d'una avinguda.
El departament actua, en conseqüència, com a vincle comercial entre el Brasil i l'Uruguai, a través de Salto, Paysandú i Tacuarembó.

## Geografia
El departament es divideix a tres regions geo-estructurals principals:
- El sector nord, compost per l'escarpa basàltica amb forts pendents, algunes de trencades i amb terres brunosols i litosols mitjanament superficials.
- El sector centre-sud format per l'Illa Cristal·lina Riverense, àrea d'origen precambrià amb terres brunosols relativament profunds i de fertilitat mitjana.
- La resta del territori nord, nord-est i sud-est, compost per la penillanura sedimentària, constituïda per sediments d'edat mesozoica, amb terres profunds i mitjanament fèrtils.

La Cuchilla Negra (les cuchillas a l'Uruguai són cadenes de turons) travessa bona part del territori riverense en les proximitats de Santa Ana. La serra de Cuñapirú acaba als turons de Miriñaque, dels Segalls, i als "Tres Cerros" (enfilats i amb mida ascendent, denominats Chapéu, del Medio i Zapato, que donen nom al Rincón de Tres Cerros.
El riu Tacuarembó, afluent del riu Negro, és el principal curs fluvial del departament. Juntament amb aquest flueixen el Laureles, el Cuñapirú, el Lunarejo, el Yaguarí i el rierol Caraguatá.

### Clima
Dins del clima subtropical humit, presenta altes temperatures a nivell nacional (al voltant de 18,5 °C mitjana), igual com les precipitacions (aproximadament 1500 mm anuals). L'escassa influència oceànica genera una important amplitud tèrmica.

### Economia
Aquestes condicions, unides a la llunyania del major mercat consumidor uruguaià (la ciutat de Montevideo), han ocasionat el desenvolupament d'una agricultura i ramaderia extensives, amb petites àrees lleteras (entorn de la capital departamental) o agrícoles especialitzades, com la del tabac o la recol·lectora de síndries (pròxim a Tranqueras).
Posseeix importants àrees forestals en ràpid creixement (11% de la superfície departamental). El desenvolupament agrícola i ramader permet densitats rurals mitges-baixes a nivell nacional (1,5 habitants per km², amb el 14,5% de la població departamental total de 98.875 habitants, 1996). Existeix un escàs desenvolupament industrial, només destacable en algunes agroindustries (lleteria, tabac) a Rivera, forestals (disseminades al nord del departament) i les vinculades a la mineria (Minas de Corrales, amb l'extracció i tractament de l'or).
Presenta un important desenvolupament del sector terciari, especialment a la ciutat de Rivera, que combina les funcions polític-administratives amb les financeres i les comercials selectives (Free Shops). Aquestes últimes posseeixen un important paper per al desenvolupament del turisme de compres, especialment el procedent del Brasil. Les restants localitats tenen escàs desenvolupament comercial i industrial (Minas de Corrales, Tranqueras o Vichadero).
Ha estat el primer departament del país en donar intervenció als seus habitants a fi de determinar les prioritats de les despeses pùbliques, realitzant un pressupost participatiu. Posteriorment, aquest sistema s'ha estès a altres departaments incloent Montevideo en aquest període governamental.
Hi ha importants possibilitats de desenvolupament turístic en l'àrea de l'Escarpa Basàltica, així com de turisme rural en algunes estances.

## Comunicacions
No existeixen límits físics entre el Brasil i l'Uruguai pel departament de Rivera, raó per la qual constitueixen una mateixa unitat geogràfica. La Ruta Nacional Núm. 5 (també dita Fructuoso Rivera) neix a Montevideo i travessa els departaments de Canelones, Florida, Durazno i Tacuarembó, per acabar a la ciutat de Rivera, a la frontera amb el Brasil (un trajecte d'uns 500 km aproximadament).
A part de la carretera ja esmentada interdepartamental, destaquen les següents:
Sud/Nord:
- Ruta 6: Canelones - Rivera (travessa Vichadero)
- Ruta 27: Vichadero - Rivera (ciutat)
- Ruta 44 (a): Ruta 7 (Cerro Largo) - Ruta 6

Oest:
- Ruta 28: Ruta 44 - Ataques (en la intersecció amb la ruta 27)
- Ruta 29: Ruta 5 - Minas de Corrales (ruta 28)
- Ruta 44 (b): Ansina (Tacuarembó) - Ruta 6

Nord:
- Ruta 30: Ruta 5 (pròxim a Tranqueras) - Tomás Gomensoro (Artigas)

Rivera té a més aeròdroms a la capital i una via fèrria que arriba des de Montevideo passant per Tranqueras, així com un ramal internacional (tres rails, ja que l'ample de via dels ferrocarrils del Brasil és menor) que comunica amb Livramento.

## Demografia i població
D'acord amb el cens de 2004, hi havia 104.921 persones i 32.391 habitatges en el departament. La mitjana d'individus per llar era de 3,2. Cada 100 dones havien 96,4 homes. Estudis recents duts a terme per l'Institut Nacional d'Estadística de l'Uruguai assenyalen que la població riverense serà de 126.528 habitants aproximadament per a començaments de juny de l'any 2025.
- Taxa de creixement poblacional: 0,610% (2004)
- Taxa de natalitat: 17,94 naixements/1.000 persones (2004)
- Taxa de mortalitat: 8,45 morts/1.000 persones
- Mitjana d'edat: 29,6 (28,1 homes, 30,9 dones)
- Esperança de vida en néixer (2004):

- Mitjana familiar: 2,56 fills/dona
- Ingrés urbà per capita (en ciutats de 5.000 o més habitants): 3.214,7 pesos uruguaians/mes

Creixement poblacional (habitants de 1908 a 2004):
- 1908: 35.683
- 1963: 77.086
- 1975: 82.043
- 1985: 89.475
- 1996: 98.472
- 2004: 104.921

 Nota: Les dades estadístiques anteriorment a 1908 no es consideren en aquest esquema, a causa que Rivera formava part de l'actual departament de Tacuarembó a previs censos poblacionals.

### Nivell de vida
Rivera ocupa l'últim lloc a la producció per capita (US$ 2.956 1999), igual com l'ingrés mitjana mensual per llar (US$ 669, 1999). És el departament que té el major percentatge de persones amb tres o més necessitats bàsiques insatisfetes (NBI) (14,5%, 1999).

### Llengües parlades
L'idioma oficial de Rivera és el castellà, que és així mateix considerat la llengua de l'Estat uruguaià. S'empra en les institucions educatives, en els ens públics i privats i a tot òrgan municipal. No obstant això, i a causa que no existeixen fronteres establertes per barreres o duanes internacionals, el portuguès forma part de la vida quotidiana de la gran majoria dels habitants de la capital.
Aquesta interacció hispà-portuguesa constant i accentuada ha donat lloc a la formació d'un dialecte local denominat "portuñol riverense", parlat per més de 70.000 persones tant en el costat brasiler com en l'uruguaià.

#### Portunyol riverense
El portunyol riverense, també dit "fronterer", fronteiriço (portuguès) o misturado, és un dialecte; és a dir, és format a partir del contacte del portuguès i el castellà (encara que de vegades és inintel·ligible per als parlants d'algun d'aquests idiomes). És parlat a la frontera entre l'Uruguai i el Brasil i, més específicament, a la zona de les ciutats germanes de Rivera i Sant'Ana do Livramento. A aquest tram de la frontera se'l crida Frontera de la Pau, per la gran integració existent entre els pobles d'ambdues nacions.

### Principals centres urbans

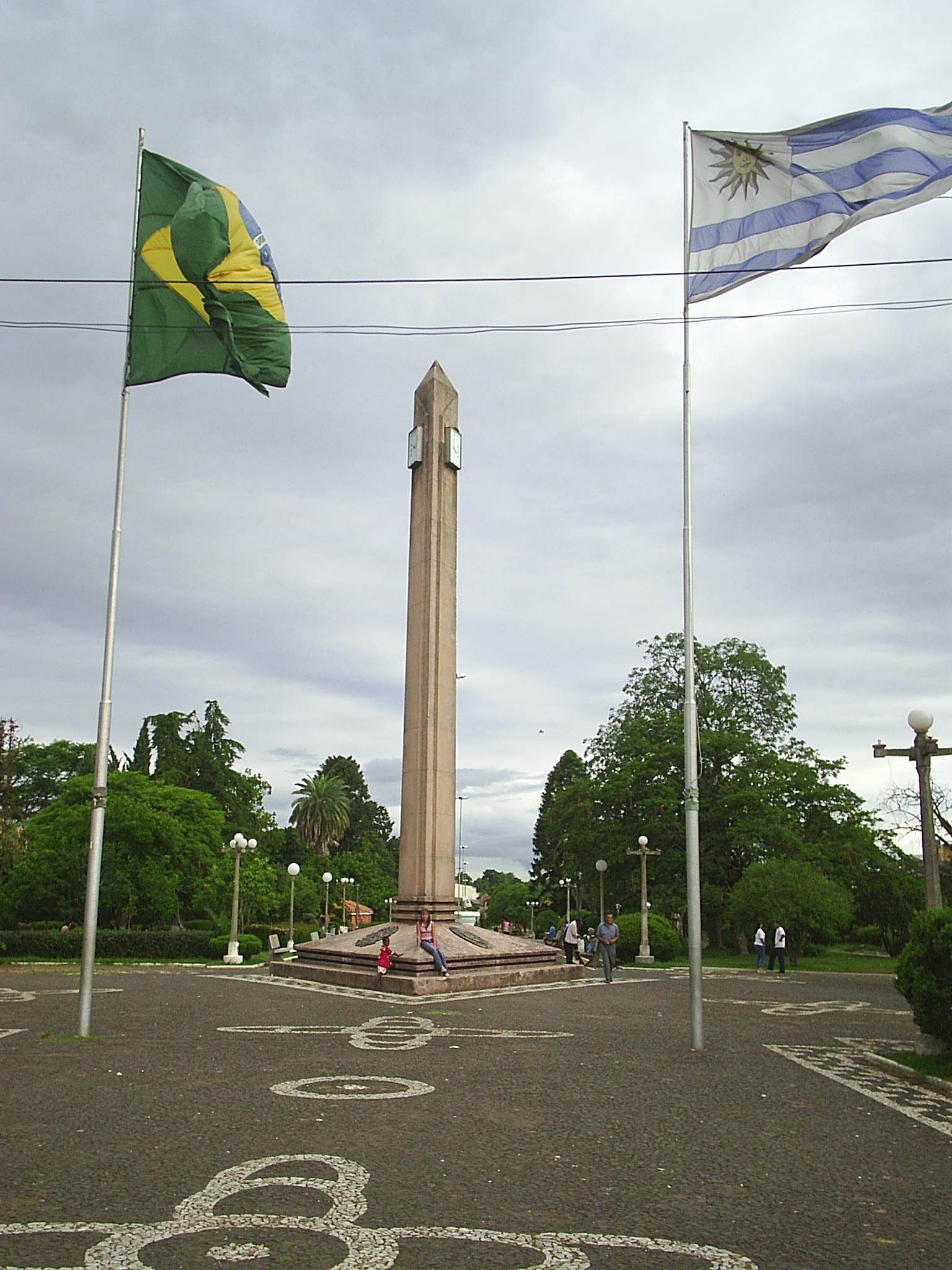
Obelisc de la Plaça Internacional, a la "Frontera de la Pau", ciutats de Livramento (Brasil) i Rivera (Uruguai).

La ciutat més important i poblada és Rivera, la capital del departament. Altres ciutats i pobles que presenten certa rellevància són Tranqueras, Vichadero i Mandubí.
A continuació s'ofereix una llista d'aquells pobles o localitats amb una població de 1.000 o més habitants, segons dades demanades pel cens de 2004, llevat que s'indiqui una data diferent:
| Ciutat/Poble      | Població     |
| ----------------- | ------------ |
| La Pedrera        | 2.432 (1996) |
| Lagunón           | 2.154 (2004) |
| Mandubí           | 3.607 (1996) |
| Minas de Corrales | 2.934        |
| Rivera            | 63.365       |
| Santa Teresa      | 1.793 (1996) |
| Tranqueras        | 5.842        |
| Vichadero         | 3.343 (1996) |

### Altres poblacions
- Caraguatá
- Cuñapirú
- Cortume
- Guaviyú
- Lapuente
- Masoller
- Moirones
- Puntas de Corrales
- Santa Fernandina
- Segarra

## Curiositats
La comunitat uruguaià-brasilera representa potser un dels casos més estranys del món. Després de la firma d'un tractat binacional, no es van arribar a fixar els límits polítics definitius entre els dos països per raons que poguessin haver suscitat rivalitats i confrontacions que acabessin per afavorir els interessos del Brasil. A la llarga, i de forma contradictòria, aquesta imprecisió de fronteres va comportar a la inevitable unió d'ambdós pobles.
La prompta hegemonia cultural i social assolida per aquesta alternativa va desencadenar en una sèrie de factors exclusius i poc comuns en altres racons del planeta, com és el cas de la gent que viu en l'Uruguai i estudia o treballa en territori brasiler i viceversa. El ràpid creixement urbà ha provocat la unitat entre les ciutats de Rivera i Sant'Ana do Livramento, separades només per una plaça a la meitat de l'avinguda. D'aquesta forma, tant un turista com un resident local poden creuar d'un país a l'altre amb només caminar uns metres fins a la vorera de davant.
D'un costat es parla en portuguès i de l'altre en castellà, però ambdós idiomes són perfectament comprensibles pels habitants de la regió. El mateix ocorre amb la moneda oficial perquè, si bé cada una de les dues ciutats es regeix per les lleis dels seus respectius estats, tant el peso uruguaià com el real brasiler són de curs legal a Rivera i a Livramento.
En matèria d'higiene i salut, així com en obres públiques, el departament es maneja per la Intendència Municipal de Rivera, però en temes de contraban, encara que el control és difícil de suportar, les autoritats del Brasil i l'Uruguai operen de forma conjunta per al comú benestar de la zona.